# Вільгельм Орлик-Рюккенман
Вільгельм Орлик-Рюкеман (пол. Wilhelm Orlik-Rückemann; 1 серпня 1894, Львів — 1986, Оттава) — польський військовик, бригадний генерал.

## Біографія
Вільгельм Орлик-Рюкеман народився 1 серпня 1894 року у Львові в польській родині з єврейським корінням. Він був сином Едмунда та Юзефіни, уродженої Сталкевич.
У 1910—1911 роках він організував скаутський осередок при 1-й реальній гімназії у Львові. У 1912-му вступив до Львівської політехніки, однак його навчання перервала Перша світова війна.
У серпні 1914 року приєднався до польських легіонів. Був офіцером 6-го піхотного полку. З 13 листопада по 26 грудня 1915 року він був командиром 1-го батальйону, а з 15 березня по 4 квітня 1916 року — командуючим 3-го батальйону 6-го піхотного полку. У 1917 році після кризи присяги був призваний до австро-угорської армії . Він служив у 19-му стрілецькому полку. У 1918 році він також закінчив школу офіцерів запасу.
4 листопада 1918 року вступив до польської армії. Під час польсько-української війни в 1919 році він потрапив у полон, але був звільнений після підписання союзу між Пілсудським та Петлюрою.
Під час польсько-більшовицької війни він відзначився як здібний полководець. 16 серпня 1920 року він отримав командування 1-м танковим полком і керував ним до 1921 року.
У 1921—1922 роках був інспектором танків Департаменту піхоти Міністерства військових справ. У період з 1922 по травень 1927 року командував 1-м танковим полком. Пройшов курс командирів у французькій Вищій військовій школі. 30 квітня 1927 року його призначили начальником Департаменту бронетанкової зброї 5-го інженерного управління Міністерства військових справ . У січні 1928 року він був призначений 2-м дивізійним командиром 23-ї верхньосілезької піхотної дивізії в Катовицях.
27 лютого 1932 року прийняв командування 9-ю піхотною дивізією . 21 грудня 1932 року президент Республіки Польща Ігнацій Мощицький підвищив його до звання бригадного генерала. У грудні 1938 року він був переведений на посаду заступника командира Корпусу охорони кордону, а 31 серпня 1939 року прийняв командування цим формуванням.
Після агресії Третього рейху проти Польщі він командував силами, дорученими йому для нагляду за східним кордоном. Після вторгнення СРСР до Польщі Рюкеман, відбивши перші атаки Червоної армії, вирішив прорватися зі своїми військами до Варшави та підрозділів Незалежної оперативної групи «Полісся» генерала Францішека Кліберга . 20-22 вересня він розпочав похід на захід. Його група налічувала близько 9000 чоловік, мала лише дві артилерійські батареї та невеликі запаси боєприпасів та продуктів харчування.
У ніч з 27 на 28 вересня його війська підійшли до Шацька. Після бою місто було захоплено, а радянська 52-та стрілецька дивізія, захищаючи його, зазнала значних втрат.
30 вересня підрозділ Рюкемана перетнув річку Буг і підійшов до Витично. 1 жовтня 1939 року його підрозділи були атаковані радянською 45-ю стрілецькою дивізією. Після денного захисту Рюкеман наказав розформувати підрозділ і прориватися меншими групами.
Вільгельм Орлік-Рюкеман пробрався до Литви, а потім до Швеції. Звідти він наприкінці жовтня доїхав до Великої Британії . До кінця війни генерал Орлик-Рюкеман виконував різні кадрові функції. У 1945—1947 роках служив у Генеральній інспекції польського корпусу переселення та дислокації у Великій Британії.
Після війни, в 1947 році Вільгельм Орлик-Рюкеман пішов у відставку і залишився в еміграції. Спочатку він жив у Лондоні, а в 1972 році переїхав до своєї родини в Канаду. За різними даними, він помер 18 жовтня або 8 листопада 1986 року в Оттаві. Його поховали на місцевому кладовищі.

## Кар'єра
- підпоручник — 9 серпня 1915 року
- поручник — 11 жовтня 1915 року
- підполковник — 3 травня 1922 року\
- полковник — 1 грудня 1924 року
- бригадний генерал — 21 грудня 1932 року

## Нагороди
- Срібний хрест військового ордену Virtuti Militari (1921)[9]
- Командорський хрест ордена Відродження Польщі
- Хрест Незалежності
- Хрест Хоробрих — чотири рази
- Золотий хрест за заслуги
- Медаль «Десятиліття здобутої незалежності»
- Знак бронетанкових військ No243
- Значок за поранення і травми
- Офіцерський хрест Почесного легіону (Франція)[10]
- Медаль 10-ї річниці війни за незалежність (Латвія, 1929 р.)[11]